# Lanfièra (Fô)
Pour les articles homonymes, voir Lanfiéra.
Lanfièra est une commune située dans le département de Fô de la province du Houet dans la région du Hauts-Bassins au Burkina Faso.